# 언더 블레이즈 크루
언더 블레이즈 크루(Under Blades Crew)는 과거에 존재했던 대한민국의 힙합 크루이다. BLEX의 주축 멤버 대부분이 여기 참여하였으며, 클럽 MP에서 공연을 중심으로 활동하였다. 다른 이름으로는 UB Crew, 지하설(地下舌)이라고도 불렸다. 검은소리 두 번째 앨범에 참여하기도 한 이 크루는, BLEX가 활동이 없어짐에 따라 자연스럽게 사라졌고, 멤버들은 뿔뿔이 흩어져 각자의 활동을 하게 되었으나 친분은 유지되었다. 대표곡으로는 Blazin이 있다.

## 구성원
구성원은 다음을 포함한다.
- 가리온 = MC 메타, 나찰
- 주석
- 폐사오 = Malcom, Faeza, Shiva
- Issac
- Who's the Man = A.Jay, Macho, Blexman
- 파이 = R.N-racy(=천공, Romme), Jina(=Dabret)
- LuckyAmi
- Zen
- AB-God